# Лосев, Александр Николаевич
Алекса́ндр Никола́евич Ло́сев (27 мая 1949 года, Москва, РСФСР, СССР — 1 февраля 2004 года, Москва, РФ) — советский и российский певец, солист группы «Цветы» (1970—1976, 1980—1990), вокально-инструментального ансамбля «Красные маки» (1976—1980), Ансамбля под управлением Лосева (1993—2004). Исполнитель популярных песен «Звёздочка моя ясная», «Есть глаза у цветов», «Больше жизни», «Колыбельная», «Не надо», «Ты и я», «Мы желаем счастья вам», «Ностальгия по настоящему», «Юрмала».

## Биография
Родился 27 мая 1949 года в семье секретаря Московского горкома КПСС.
1956—1966 — учёба в школе.
1966—1971 — учёба в Московском институте радиотехники, электроники и автоматики (МИРЭА).
1969—1971 — приглашён Стасом Наминым в студенческий ансамбль «Цветы» при Институте иностранных языков имени Мориса Тореза.
1972—1973 — А. Лосев в составе ансамбля «Цветы» участвовал в записи первых двух пластинок на фирме «Мелодия».

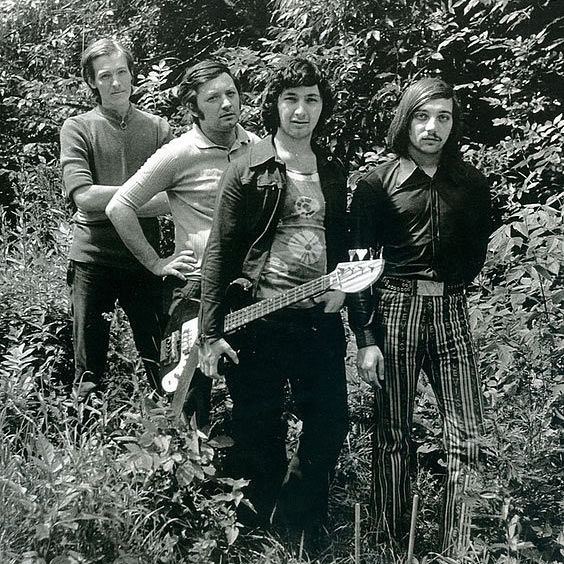
1973 г. А. Лосев, С. Дьячков, С. Намин, Ю. Фокин (Фото с записи первой пластинки ВИА «Цветы»)

В 1974 году в составе группы «Цветы» устраивается на работу в Московскую областную филармонию.
В 1975 году в конфликтной ситуации с руководством филармонии по поводу непосильной работы (по три концерта в день) Александр Лосев принимает сторону филармонии, а не коллектива. В результате Стаса Намина, Александра Слизунова и Константина Никольского увольняют, а филармония оставляет за собой придуманное Наминым название «Цветы» и созданную им группу, где остаётся работать и становится руководителем Александр Лосев, остальных музыкантов набирают новых.
В 1976 году Министерство культуры запрещает записи, концертную деятельность и само название группы «Цветы» как пропаганду хиппи. Ансамбль распадается. Через год Намин, Слизунов, Никольский и Фокин восстанавливают группу с другим названием — «Группа Стаса Намина», но Лосева в состав не берут. Он увольняется из Московской областной филармонии и переходит в Тульскую областную филармонию солистом ВИА «Красные Маки». В составе ВИА Лосев записал песни «Бессонница», «Как тебя мне разлюбить», «Все что было», «Зеркало», «Поцелуй для любимой» и другие и принял участие в фильме «От сердца до сердца» (1980), где ансамбль аккомпанировал Льву Лещенко.
С 1980 года Александр Лосев просит взять его обратно в группу Стаса Намина «Цветы», возвращается в неё на испытательный срок и выступает на концертах с тремя песнями. Если раньше Лосев в группе «Цветы» пел и играл на бас-гитаре, то с 1980 года он стал только вокалистом, так как 1980-х в группе играли профессиональные басисты (В. Васильев, А. Маршал, Ю. Горьков). Александр Лосев не участвовал в записях песен «Рано прощаться», «Летний вечер» и других записях 70-х, а также в записи альбома «Гимн Солнцу» — в песнях «Богатырская сила», «После дождя» и других.
В 1983 году вместе с Владимиром Мозенковым, Иосифом Кобзоном, Аллой Пугачёвой, Александром Миньковым (Маршалом), Еленой Камбуровой участвовал в записи рок-оперы Александра Градского «Стадион». Лосевым была исполнена партия Лейтенанта, одна из главных в опере.
С 1986 по 1989 год в составе группы Стаса Намина «Цветы» вместе с С. Вороновым, А. Соличем, Ю. Горьковым и другими музыкантами выступал в мировом турне, принял участие в концерте Japan Aid с Питером Гэбриелом, Лу Ридом, Джексоном Брауном, Литтл Стивеном и другими.
В 1990 году группа «Цветы» прекратила существование, музыканты занялись сольными проектами, а Лосев пошёл работать в автомобильно-ремонтную мастерскую, бросив музыку. Позднее он вспоминал в интервью: «Одно время думал вообще бросить музыку, потом оклемался, стал помогать записываться молодым ребятам — делал им звук, затем, увидев, что наши песни продолжает петь новое поколение, вместе с друзьями решил: а почему бы нам снова не взбодриться?»
В 1990 году А. Лосев принял участие в концерте «Джон Леннон с нами» вместе с А. Градским, А. Сикорским, В. Малежиком, К. Никольским и другими.
В 1994 году Стас Намин, видя, что Лосев не может создать свой коллектив и продолжать сольную музыкальную деятельность как остальные музыканты (А. Малинин, А. Солич («Моральный кодекс»), С. Воронов («Кроссроудс»), Н. Арутюнов («Лига блюза»), Я. Яненков («Парк Горького»)), дал возможность Лосеву вместе с Петровским использовать название и репертуар группы «Цветы» и выступать под этим названием, набрав других музыкантов. Реально с 90-го по 99-й группа «Цветы» не существовала, но Лосев с Петровским выступали с концертами с разрешения Стаса Намина, который рекламировал их на телевидении, чтобы дать им возможность зарабатывать.
1990-е годы стали несчастными для Александра Лосева. Один за другим умерли родители, а в сентябре 1995 года — единственный сын Коля. Александр Лосев, несмотря ни на что, продолжал выступать, песню «Звёздочка моя ясная» посвящал сыну и снял в память о нём клип, который был показан в программе «Антропология» Дмитрия Диброва.
В 1999 году, когда Стас Намин снова собрал ансамбль «Цветы» и предложил А. Лосеву участвовать в нём, в частности, в театральных проектах Намина, Александр решил остаться со своей группой, которая стала неофициально называться «Александр Лосев и старый состав группы „Цветы“». Это название придумал О. Пронишев, продюсер группы с 1999 по 2002 год. Лосев участвовал в международном фестивале «Золотой шлягер», сольно гастролировал по России. Кроме Лосева остальные музыканты в «Цветах» никогда не работали, но использование данного названия давало возможность ансамблю гастролировать. Получалось, что в Москве официально существовал ансамбль «Цветы», а по периферии гастролировал Лосев с новым музыкальным коллективом, исполняя тот же репертуар «Цветов» (хиты 1970—1980-х).
В 2001 году Александр Лосев письменно пообещал, что больше не будет обманывать публику, называя «Цветами» своих музыкантов, и попросил Намина принять участие в юбилейном концерте, посвящённом 30-летию группы «Цветы». В концерте приняли участие музыканты прошлых лет. Во всех известных песнях «Цветов» участвовали разные солисты «Цветов», которые записывали их в оригинале. Александр Лосев исполнил последний куплет «Звёздочка моя ясная», а первые два куплета были исполнены Валерием Меладзе и солистом «Цветов» Олегом Предтеченским.
В 2003 году Лосев перенёс сложную операцию по удалению злокачественной опухоли лёгкого.
23—25 января 2004 года Александр Лосев последний раз исполнил свои известные песни в Хайфе и Тель-Авиве (Израиль).
Александр Лосев умер от сердечного приступа (отрыв тромба) 1 февраля 2004 года. Похоронен в Москве на Введенском (Немецком) кладбище (22 уч.).
В 2024 году Управление по воспитательной и социальной работе РТУ МИРЭА учредило Стипендию имени Лосева при поддержке Ассоциации выпускников МИРЭА и Фонда целевого капитала РТУ МИРЭА.

## Личная жизнь
Жена — Галина. Познакомились в 1974 году. Поженились в 1976 году. Развелись после смерти сына.
Сын — Николай Александрович Лосев (15 сентября 1977 — 22 сентября 1995), был солистом ансамбля народного танца имени Игоря Моисеева, занимался спортом, имел чёрный пояс по карате, в 1983 году сыграл Гуньку в фильме "Незнайка с нашего двора". Умер в возрасте 18 лет во сне от внезапной остановки сердца. Похоронен в Москве на Введенском кладбище (25 уч.).

## Отзывы
Александр Градский после похорон Александра Лосева сказал: «У меня часто совпадали гастроли с группой «Цветы». Она была невероятно популярна в 70—80-е годы, но мало кто ассоциировал её успех с именем Саши Лосева. Вернее, мало кто знал, что проникновенный голос «Цветов» носит это имя. Обидно, но группа часто обезличивает индивидуальный талант. Наверное, поэтому сам я давно работаю один. Лосев был слишком скромным человеком. В 83-м я пригласил Сашу спеть одну из главных партий в своем «Стадионе». Потому что, когда встал вопрос, кого звать, оказалось, что певцов-то и нет. С настоящим, чистым голосом да ещё и поющих вживую».
По воспоминаниям Владислава Петровского, «Александр Лосев обладал потрясающим природным даром правильного пения. Он пел «с чувством, с расстановкой», соблюдая идеальную фразировку, никогда не фальшивил и записывался всегда с первого-второго дубля. По словам Петровского, сейчас нет людей, умеющих так правильно пользоваться вокалом. Но главное — это проникновенность, задушевность его голоса, благодаря которому песни находили и до сих пор находят отклик в душах людей».
Стас Намин, который нашёл Александра Лосева в 1969 году и взял в свою группу «Цветы», всегда считал его одним из лучших вокалистов: «Лосев от природы не только обладал удивительно разливистым голосом с индивидуально красивым тембром, но и был одним из немногих, а может быть и единственным в те времена, кто пел рок-музыку по-русски искренно и выразительно».
Константин Никольский, игравший вместе с Александром Лосевым в «Цветах», говорил спустя десять с лишним лет после его смерти: «Лосев гениально пел. На русском языке никто так не поёт до сих пор, как пел Лосев, так разборчиво и душевно. Когда мы с ним работали, я каждый раз удивлялся. Концертов было достаточное количество, даже очень много — по два и по три в день. Надрыв полнейшей, на двести пятьдесят процентов отдавался человек на сцене. Фонограмм никаких не было, работали только живьём».

## Изданные песни в исполнении Александра Лосева

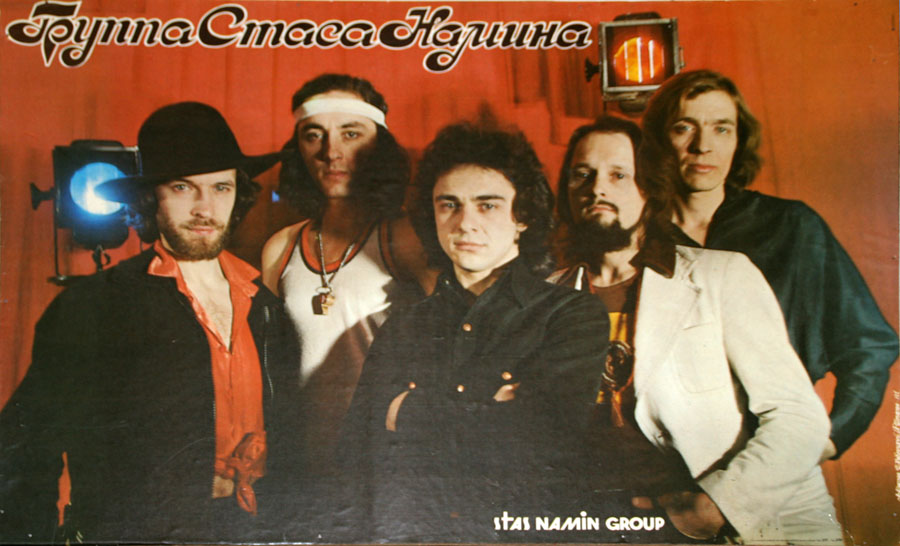
1981 год Постер. Группа Стаса Намина

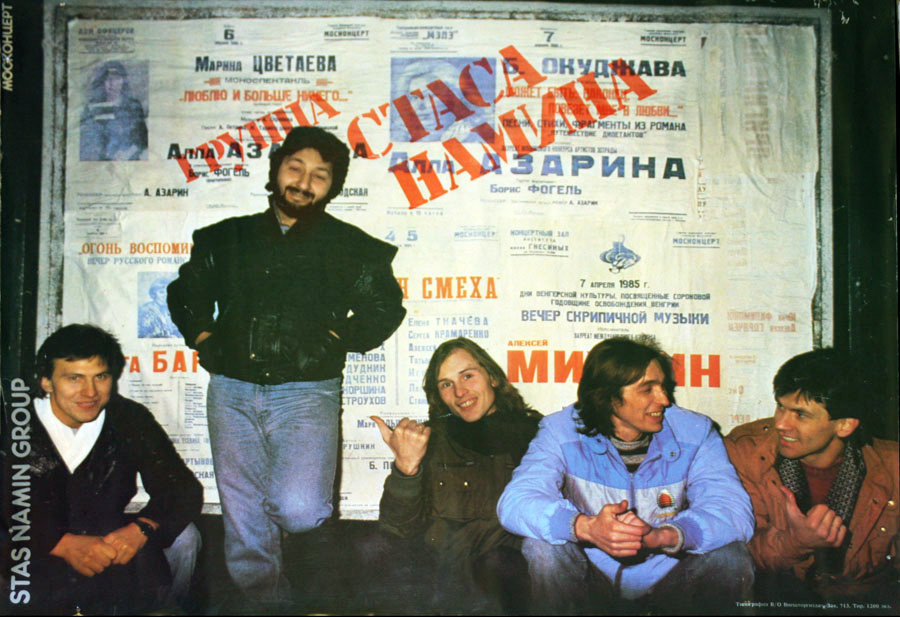
1986 г. Группа Стаса Намина

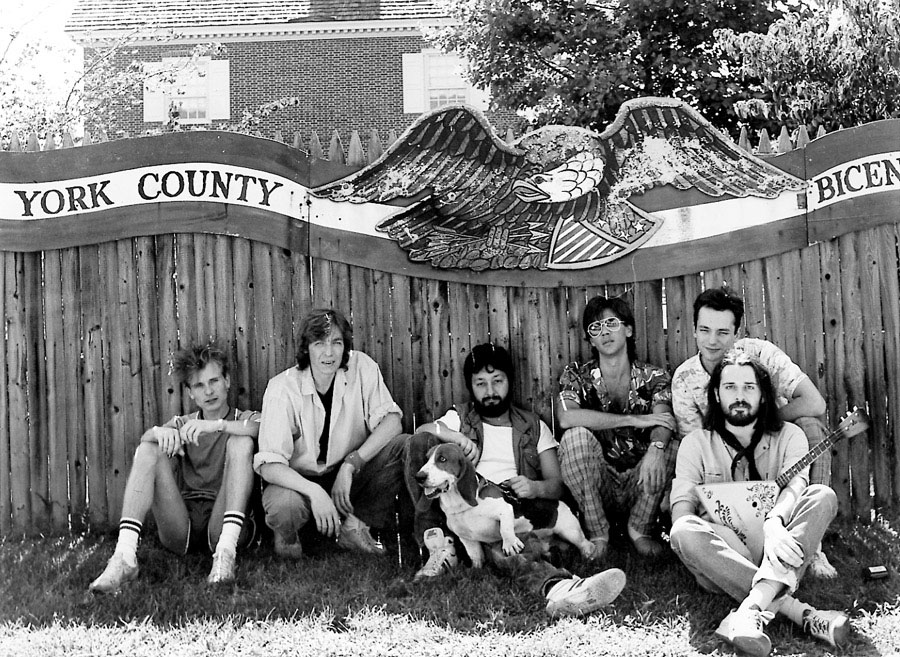
1986 г. Начало гастролей по США, Йорк, Рочестер (Харрисбург), штат Пенсильвания.

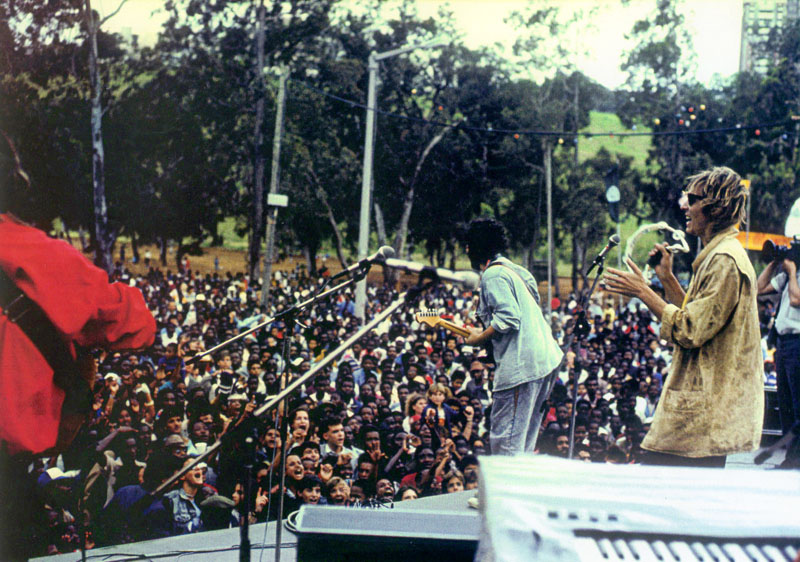
Группа Стаса Намина. Концерт в Мозамбике

| №  | Наименование песни и авторы                                                   | Запись/Концерт      |
| -- | ----------------------------------------------------------------------------- | ------------------- |
| 1  | Есть глаза у цветов (О. Фельцман — Р. Гамзатов, пер. Я. Козловского)          | Группа «Цветы»      |
| 2  | Звёздочка моя ясная (В. Семёнов — О. Фокина)                                  | Группа «Цветы»      |
| 3  | Больше жизни (В. Семёнов — Л. Дербенёв)                                       | Группа «Цветы»      |
| 4  | Колыбельная (О. Фельцман — Р. Гамзатов, пер. Я. Козловского)                  | Группа «Цветы»      |
| 5  | Не надо (С. Дьячков — О. Гаджикасимов)                                        | Группа «Цветы»      |
| 6  | Ты и я (С. Намин — А. Лосев)                                                  | Группа «Цветы»      |
| 7  | Вечером (С. Намин — И. Кохановский)                                           | Группа Стаса Намина |
| 8  | Первая любовь (М. Легран — Ж. Дрежак) из альбома «Сюрприз для мсье Леграна»   | Группа Стаса Намина |
| 9  | Ищу тебя (М. Легран — Ж. Деми) из альбома «Сюрприз для мсье Леграна»          | Группа Стаса Намина |
| 10 | Оковы счастья из альбома (М. Легран — Э. Марнэ) «Сюрприз для мсье Леграна»    | Группа Стаса Намина |
| 11 | Парафраз на темы песен Мишеля Леграна из альбома «Сюрприз для мсье Леграна»   | Группа Стаса Намина |
| 12 | Подводный замок из альбома (М. Легран — Ж. Дрежак) «Сюрприз для мсье Леграна» | Группа Стаса Намина |
| 13 | Древний сон (С. Намин — Ю. Кузнецов)                                          | Группа Стаса Намина |
| 14 | Европа (М. Варга)                                                             | Группа Стаса Намина |
| 15 | Ещё не все (С. Намин — Е. Евтушенко (А. Тарковский?))                         | Группа Стаса Намина |
| 16 | Карусель (С. Намин — Б. Пургалин)                                             | Группа Стаса Намина |
| 17 | Мир на земле (Г. Белафонте — С. Намин)                                        | Группа Стаса Намина |
| 18 | Мистер Президент (Д. Гордон)                                                  | Группа Стаса Намина |
| 19 | Мне всё это нравится (С. Намин — Е. Евтушенко)                                | Группа Стаса Намина |
| 20 | Мы желаем счастья вам (вар. 1) (С. Намин — И. Шаферан)                        | Группа Стаса Намина |
| 21 | Не жалей (С. Намин — М. Танич)                                                | Группа Стаса Намина |
| 22 | Ностальгия по настоящему (С. Намин — А. Вознесенский)                         | Группа Стаса Намина |
| 23 | Ноябрьский снег (С. Намин — А. Битов) из альбома «Мы желаем счастья вам»      | Группа Стаса Намина |
| 24 | Предвидение (Д. Гордон)                                                       | Группа Стаса Намина |
| 25 | Прозрачная стена (С. Намин — Б. Пургалин)                                     | Группа Стаса Намина |
| 26 | Юрмала (С. Намин — В. Харитонов)                                              | Группа Стаса Намина |
| 27 | Я найду (С. Намин — О. Писаржевская, А. Монастырёв)                           | Группа Стаса Намина |
| 28 | Идол (С. Намин)                                                               | Группа Стаса Намина |
| 29 | Поднявший меч (Б. Окуджава)                                                   | Группа Стаса Намина |
| 30 | Рок-н-ролл (С. Намин)                                                         | Группа Стаса Намина |
| 31 | Бессонница (В. Добрынин — М. Рябинин)                                         | ВИА «Красные маки»  |
| 32 | Всё, что было (В. Добрынин, В. Кретов — И. Шаферан)                           | ВИА «Красные маки»  |
| 33 | Зеркало (Ю. Антонов — М. Танич)                                               | ВИА «Красные маки»  |
| 34 | Как тебя мне разлюбить (В. Добрынин — И. Резник)                              | ВИА «Красные маки»  |
| 35 | Поцелуй для любимой (Дж. Хилтон — русск. текст А. Григорьева)                 | ВИА «Красные маки»  |
| 36 | Lucretia MacEvil (Blood, Sweat & Tears)                                       | Группа «Арсенал»    |
| 37 | Опера Александра Градского «Стадион», 1985 год                                | Александр Градский  |